# 柯蒂斯·帕尔默
柯蒂斯·帕尔默（英語：Curtis Palmer，1977年5月8日—），新西兰、澳大利亚男子轮椅橄榄球运动员。他曾代表新西兰参加1996年、2000年、2004年和2008年夏季残疾人奥林匹克运动会轮椅橄榄球比赛，获得一枚金牌和一枚铜牌。